# Gymnophthalmus speciosus
Gymnophthalmus speciosus är en ödleart som beskrevs av  Hallowell 1861. Gymnophthalmus speciosus ingår i släktet Gymnophthalmus och familjen Gymnophthalmidae.

## Underarter
Arten delas in i följande underarter:
- G. s. speciosus
- G. s. birdi
- G. s. sumichrasti